# Platylabus
Platylabus is een geslacht van gewone sluipwespen (Ichneumonidae). De wetenschappelijke naam werd gepubliceerd door Constantin Wesmael in 1845.
Wesmael beschreef in zijn werk een aantal soorten die in België voorkwamen, waaronder Platylabus rufus uit de omgeving van Brussel, Platylabus orbitalis uit de omgeving van Charleroi en de duinen bij Oostende, en Platylabus tricingulatus uit de omgeving van Charleroi.

## Soorten
- P. abbreviatus Heinrich, 1962
- P. alaskae Heinrich, 1962
- P. alboannulatus Uchida, 1932
- P. altaicus Heinrich, 1978
- P. altitudinis Turner, 1919
- P. amoenus
- P. arcticus Roman, 1924
- P. arizonae Heinrich, 1962
- P. atricornis Pic, 1926
- P. auriculatus Kriechbaumer, 1890
- P. balearicus Hedwig, 1939
- P. basicinctus Heinrich, 1974
- P. baueri Riedel, 2008
- P. berndi Heinrich, 1962
- P. bicinctus Heinrich, 1974
- P. bobadillai Porter, 1986
- P. borealis Holmgren, 1871
- P. breviscutellatus Heinrich, 1974
- P. brilliantus Kusigemati, 1986
- P. cabrerai Berthoumieu, 1903
- P. caeruleus (Cameron, 1901)
- P. calidus Berthoumieu, 1904
- P. captiosus Heinrich, 1974
- P. cariniscutis (Cameron, 1904)
- P. clarus (Cresson, 1867)
- P. columbiae Heinrich, 1962
- P. concinnus Thomson, 1888
- P. curtorius (Thunberg, 1822)
- P. charlottae Heinrich, 1974
- P. chiapus (Cresson, 1874)
- P. daemon Wesmael, 1845
- P. daemonops (Heinrich, 1944)
- P. decipiens Wesmael, 1848
- P. dilleri Heinrich, 1971
- P. divinus Heinrich, 1974
- P. divisatae Heinrich, 1962
- P. dolorosus (Gravenhorst, 1829)
- P. dubitator Habermehl, 1917
- P. duplificans Heinrich, 1962
- P. eros (Cameron, 1885)
- P. erythrocoxa Heinrich, 1962
- P. eurygaster Holmgren, 1871
- P. fennicus Riedel, 2008
- P. ferrugineus Cameron, 1903
- P. flagellator Riedel, 2011
- P. flavidoclarus Heinrich, 1977
- P. foxleei Heinrich, 1962
- P. fugator (Gravenhorst, 1807)
- P. fuscinerva (Cameron, 1901)
- P. gigas Kriechbaumer, 1886
- P. goliath Heinrich, 1974
- P. gracilicornis (Viereck, 1903)
- P. helveticus Riedel, 2008
- P. heteromallus (Berthoumieu, 1910)
- P. histrio Wesmael, 1855
- P. hyperetis Heinrich, 1962
- P. imitans Heinrich, 1962
- P. incabus Davis, 1898
- P. infirmus Heinrich, 1974
- P. intermedius Holmgren, 1871
- P. iridipennis (Gravenhorst, 1829)
- P. judaicus Berthoumieu, 1900
- P. karelicus Riedel, 2009
- P. lieftincki Heinrich, 1934
- P. lissosculptus Heinrich, 1962
- P. longicornis (Brischke, 1891)
- P. luteatae Heinrich, 1962
- P. massajae Gribodo, 1879
- P. melanocoxa Heinrich, 1962
- P. mesoleucus (Heinrich, 1936)
- P. metallicus Bradley, 1903
- P. micheneri Heinrich, 1962
- P. minor Riedel, 2008
- P. moestificus Berthoumieu, 1897
- P. monitus (Cresson, 1868)
- P. monotonops Heinrich, 1962

- P. monotonus Heinrich, 1962
- P. montanus Cresson, 1877
- P. muticus Thomson, 1894
- P. neglectus (Fonscolombe, 1847)
- P. nigricornis Uchida, 1926
- P. nigrocyaneus (Gravenhorst, 1829)
- P. obator (Desvignes, 1856)
- P. odiosus Perkins, 1953
- P. oehlkei Heinrich, 1972
- P. okui Uchida, 1956
- P. opaculus Thomson, 1888
- P. opiparus (Cameron, 1885)
- P. orbitalis (Gravenhorst, 1829)
- P. ornatus (Provancher, 1875)
- P. pallidens Wesmael, 1853
- P. parvimaculatus (Cameron, 1903)
- P. parvulus Berthoumieu, 1904
- P. pedatorius
- P. perexiguus Heinrich, 1973
- P. permodestus Heinrich, 1962
- P. polymelas Heinrich, 1962
- P. ponticus Riedel, 2008
- P. pseudhistrio Heinrich, 1962
- P. pseudogoliath Heinrich, 1974
- P. pseudomuticus Riedel, 2008
- P. pseudopumilio Riedel, 2008
- P. pulcher Cushman, 1922
- P. pullus Wesmael, 1853
- P. pumilio Holmgren, 1871
- P. punctifrons Thomson, 1888
- P. rubeus Valemberg, 1976
- P. rubricapensis Provancher, 1882
- P. rubristernatus Heinrich, 1962
- P. ruficoxatus Riedel, 2008
- P. rufomesonotator Riedel, 2011
- P. rufus Wesmael, 1845
- P. semiopacus Heinrich, 1962
- P. septemcingulatus Heinrich, 1974
- P. serratae Heinrich, 1962
- P. sexmaculatae Heinrich, 1962
- P. shanicus Heinrich, 1974
- P. sphageti Heinrich, 1971
- P. spiraculus Uchida, 1926
- P. stalii Holmgren, 1871
- P. sternoleucus Wesmael, 1853
- P. stolidus Perkins, 1953
- P. submarginatus Magretti, 1896
- P. suborbitalis
- P. subpinguis (Cameron, 1885)
- P. subrubricus Heinrich, 1962
- P. sulci Gregor, 1940
- P. taiwanus Kusigemati, 1986
- P. takeuchii Uchida, 1930
- P. tenuicornis

Platylabus tenuicornis (Cresson) (Cresson, 1868)
Platylabus tenuicornis (Gravenhorst) (Gravenhorst, 1829)
- P. tenuicornis (Cresson)
- P. tenuicornis (Gravenhorst)
- P. tenuiformis Heinrich, 1962
- P. thalhammeri Strobl, 1901
- P. theresae Pic, 1914
- P. tibialis Ashmead, 1901
- P. transversus Bridgman, 1889
- P. tricingulatus (Gravenhorst, 1820)
- P. uranius (Dalman, 1823)
- P. vaferops Heinrich, 1962
- P. vibicariae Kriechbaumer, 1888
- P. vibratorius (Thunberg, 1822)
- P. victorianus Heinrich, 1974
- P. virescens (Cresson, 1874)
- P. volubilis (Gravenhorst, 1829)
- P. wienkeri (Ratzeburg, 1844)
- P. zagoriensis Heinrich, 1930